# Dieter Kreidler
Dieter Kreidler (* 2. November 1943 in Ebeleben) ist ein deutscher klassischer Gitarrist, Komponist, Dirigent und ehemaliger Hochschullehrer.

## Leben und Wirken
Der in Thüringen geborene, aber in Düsseldorf aufgewachsene Dieter Kreidler begann nach einer Lehre als Werkstoffprüfer zunächst ein Ingenieursstudium, folgte aber bereits nach nur zwei Semestern seinem Jugendtraum und entschied sich im Jahr 1965 für den Wechsel zu einem Musikstudium. Bereits als Schüler und Jugendlicher hatte er Erfahrungen im Düsseldorfer Knabenchor und als Bandleader einer Schülerband gesammelt. Kreidler studierte an der Robert Schumann Hochschule Düsseldorf im Hauptfach Klassische Gitarre bei Maritta Kersting und legte 1970 sein Musiklehrerexamen und nur ein Jahr später sein Konzertexamen ab.
Nachdem Kreidler bereits während seiner Studienjahre freiberuflich als Gitarrenlehrer in Düsseldorf gewirkt hatte, berief ihn im Jahr 1973 die Wuppertaler Abteilung der Hochschule für Musik und Tanz Köln als Nachfolger von Hans-Michael Koch auf eine Dozentenstelle und ernannte ihn 1975 zum Professor für Gitarre. Im Jahre 1997 wurde Kreidler sowohl zum Dekan für den Standort Wuppertal gewählt als auch zusätzlich ab 2007 zum kommissarischen Dekan für die Abteilung Aachen. Im Jahr 2009 schied Kreidler aus dem aktiven Hochschuldienst aus und widmete sich verstärkt der Erstellung von Publikationen im künstlerischen und pädagogischen Bereich.
Kreidlers besondere Intention galt neben seinen Hochschulaufgaben der Aufbauarbeit für Kammermusik und Ensembleformationen speziell für Zupfinstrumente. So leitete er unter anderem 13 Jahre lang das Düsseldorfer Zupforchester e. V., war als Musikleiter im Bund deutscher Zupfmusiker und seit seiner Gründung im Jahre 1978 bis 2009 als Dirigent des Landeszupforchesters NRW tätig. Darüber hinaus wirkt er in verschiedenen Leitungsgremien des Deutschen Musikrates mit, hier vor allem in den Hauptausschüssen Jugend musiziert und Deutscher Orchesterwettbewerb, und war ferner Initiator und Juror spezieller Musikfestivals und Musikwettbewerbe. Außerdem ist Kreidler zwischenzeitlich noch an der Bundesakademie für musikalische Jugendbildung Trossingen, an der Musikakademie Heek und der Akademie Remscheid für musische Bildung und Medienerziehung e. V. als Gastdozent tätig. Mit Lothar Ebert hatte er 1971 in Fulda den Fuldaer Gitarrenkreis begründet.
Trotz diesen zahlreichen Verpflichtungen kam auch das eigene Musizieren nicht zu kurz. Vor allem mit dem Bariton Günter Lesche arrangierte er zahlreiche Projekte rund um das deutsche Liedgut und führte unter anderem Franz Schuberts Liederzyklus Die schöne Müllerin in einer Bearbeitung für Gitarre und Gesang auf. Außerdem tritt Kreidler gemeinsam mit dem Lübecker Gitarrenprofessor Albert Aigner seit mehr als 25 Jahren in Deutschland und Europa als Gitarrenduo auf, welches unter dem Namen Duett Konzertant sich der Musik im höfisch-galanten Stil, aber auch in der klassisch-romantischen Tradition verpflichtet fühlt.
Darüber hinaus komponierte und transkribierte Kreidler zahlreiche Werke für Gitarre solo bis hin zu den unterschiedlichsten Gitarren- und Zupfmusikensembles. Schwerpunkt seiner Kompositionen bilden dabei instrumentalpädagogische Aspekte, die Eingang gefunden haben in seinen mehrbändigen Werken der Gitarrenschule für die unterschiedlichsten Leistungsstufen.
Für sein Engagement im Laienmusikbereich wurde Dieter Kreidler am 30. Dezember 1994 vom Bundespräsidenten mit dem Bundesverdienstkreuz am Bande ausgezeichnet. Der Bund Deutscher Zupfmusiker ernannte Kreidler im Jahr 2010 zum Ehrenmitglied.

## Werke
Eine Komplettliste aller von Dieter Kreidler herausgegebenen Lehrwerke, Kompositionen und Bearbeitungen einschließlich mehrerer CD-Aufnahmen sind auf seiner Homepage detailliert aufgelistet. Hier einige Beispiele:
- Lehrwerke:
  - Gitarrenschule – für Einzel- oder Gruppenunterricht, 2 Bände, Schott Music, Mainz 1997
  - Gitarrenschule – Gitarre lernen mit Spaß und Fantasie, 3 Bände, Schott Music, Mainz 2009/2010
- Kompositionen:
  - Walking Bass, Kompositionen für Zupforchester, Joachim Trekel, Hamburg 1990
  - Fantasia delle corde : für Gitarrenensemble (Flöte ad lib.) = Fantasie der Saiten, Joachim Trekel, Hamburg 2009
- Bearbeitungen:
  - Carulli-Brevier. 59 ausgewählte Werke als Ergänzung und Fortsetzung Carulli-Schule. 3 Bände. Schott, Mainz (= Gitarren-Archiv. Band 27–29).
  - Fernando Sor (1778–1839): Etüden, op. 35. 2 Bände. Schott, Mainz (= Gitarren-Archiv. Band 81–82.)
  - Zwei Renaissance-Stücke. Alonso Mudarra: Fantasie, Hans Neusidler: Welscher Tanz „Wascha mesa“. Schott, Mainz (= Gitarren-Archiv. Band 441)
  - Sylvius Leopold Weiss (1686–1750): Zwei Menuette. Schott, Mainz (= Gitarren-Archiv. Band 452).
  - Galliards und Airs. 5 altenglische Lautenstücke. Schott, Mainz (= Gitarren-Archiv. Band 464).
  - Easy Rider. Leichte Blues-Sätze, bearbeitet für Gitarre. B. Schott’s Söhne, Mainz (= Edition Schott. Band 6596).
  - Picking Blues. Leichte Blues-Sätze, bearbeitet für Gitarre. B. Schott’s Söhne, Mainz (= Edition Schott. Band 6607).
  - Beatles-Songs & Traditionals. Für Gitarre bearbeitet. B. Schott’s Söhne, Mainz (= Edition Schott. Band 6718).
  - Klaus Buhé: Schottische Lieder und Balladen für Gitarre bearbeitet. B. Schott’s Söhne, Mainz (= Edition Schott. Band 6690).
  - Spass mit open bass: 50 leichte Stücke für Gitarre zur Einführung in das zweistimmige Spiel = Fun with open bass notes. Schott Music, Mainz 2005.
  - Modern Hits for Guitar. 3 Bände. Schott Music, Mainz 2008.